# Zāvīyeh Ḩājjīān
Zāvīyeh Ḩājjīān (persiska: زاویه حاجیان) är en ort i Iran.   Den ligger i provinsen Khuzestan, i den västra delen av landet, 500 km sydväst om huvudstaden Teheran. Zāvīyeh Ḩājjīān ligger 99 meter över havet och antalet invånare är 295.
Terrängen runt Zāvīyeh Ḩājjīān är platt. Runt Zāvīyeh Ḩājjīān är det ganska tätbefolkat, med 100 invånare per kvadratkilometer. Närmaste större samhälle är Andimeshk, 16,7 km norr om Zāvīyeh Ḩājjīān. Trakten runt Zāvīyeh Ḩājjīān består till största delen av jordbruksmark.